# Шаховской, Иван Фёдорович (генерал)
Князь Ива́н Фёдорович Шаховско́й (1826 — 1894) — генерал от кавалерии Русской императорской армии.

## Биография
Младший сын члена «Союза благоденствия»  князя Фёдора Петровича Шаховского от брака его с княжной Натальей Дмитриевной Щербатовой. Родился когда его отец уже был осуждён по делу декабристов и отправлен в ссылку.
После окончания частного учебного заведения в 1845 году он был зачислен унтер-офицером на службу Павлоградский гусарский полк. В 1847 году произведён в корнеты и назначен полковым адъютантом. С 1849 года — адъютант начальника 5-й кавалерийской дивизии; в этом же году участвовал в Венгерском походе и за отличие получил орден Св. Анны 4-й степени «за храбрость» и Медаль «За усмирение Венгрии и Трансильвании». В 1850—1853 годах участвовал в Кавказской войне.
В феврале 1854 года назначен адъютантом к командиру 4-го пехотного корпуса, а в 1855 году стал старшим адъютантом при штабе 4-й кавалерийской дивизии; 24 октября в Севастополе был ранен осколком гранаты в голову и картечью в ногу. После лечения в 1857 году штаб-ротмистром был переведён в Уланский Его Величества лейб-гвардии полк; в 1859 году произведён в ротмистры и назначен командиром 3-го эскадрона. В 1858 году награждён орденом Св. Станислава 3-й степени.
В 1862 году произведён в полковники и награждён орденом Св. Станислава 2-й степени и назначен «адъютантом к Его Величеству». Затем командовал 1-м, 2-м дивизионом, учебным кавалерийским эскадроном; получил орден Св. Владимира 4-й степени и, наконец, в мае 1866 года, получил командование полком и 30 августа 1867 года произведён в генерал-майоры.  
В 1869 году получил орден Св. Владимира 3-й степени; генерал-майор Свиты — с 30 августа 1869 года. Из очередных наград: орден Св. Станислава 1-й степени (1872), Св. Анны 1-й степени (1874), прусский орден Красного орла 2-й степени со звездой (1874).
С января по сентябрь 1874 года был начальников Варшавского Уяздовского военного госпиталя. В июне 1875 года назначен начальником штаба Варшавского военного округа с оставлением в списках Уланского полка. Произведён в генерал-лейтенанты — 1 января 1878 года, в генерал-адъютанты — 21 августа 1879 года. В 1878 году получил персидский орден Льва и Солнца 1-й степени. С марта 1881 года — начальник 1-й гвардейской кавалерийской дивизии; с 5 октября 1887 года — командир 11-го армейского корпуса. Награждён российскими орденами Св. Владимира 2-й степени (1881) и Белого Орла (1883), а также Большим крестом итальянского ордена Маврикия и Лазаря (1883).
В 1887 году получил прусский орден Красного орла 1-й степени, в 1888 году — этот же орден с алмазами и российский орден Св. Александра Невского. С сентября 1891 года — командир Гвардейского корпуса. Произведён в генералы от кавалерии в 1892 году. Умер 3 (15) июля 1894 года в Житомире и похоронен в Киеве на Аскольдовой могиле.

## Воинские звания
- В службу вступил (26.09.1845)[2]
- Корнет (23.09.1847)
- Поручик (01.04.1850)
- Штабс-ротмистр (13.12.1851)
- Ротмистр (24.10.1854)
- Штабс-ротмистр гвардии (04.06.1857)
- Ротмистр гвардии(12.04.1859)
- Полковник (17.04.1862)
- Генерал-майор (30.08.1869)
- Генерал-лейтенант (01.01.1878)
- Генерал-адъютант (1879)
- Генерал от кавалерии (30.08.1892)

## Награды
Российские:
- Орден Святой Анны 4 ст. за храбрость (1849)[2]
- Орден Святого Станислава 3 ст. (1858)
- Орден Святого Станислава 2 ст. (1862)
- Орден Святого Владимира 4 ст. (1865)
- Орден Святого Владимира 3 ст. (1869)
- Орден Святого Станислава 1 ст. (1872)
- Орден Святой Анны 1 ст. (1874)
- Орден Святого Владимира 2 ст. (1881)
- Орден Белого Орла (1883)
- Орден Святого Александра Невского (1888)
- Медаль «За усмирение Венгрии и Трансильвании»
- Знак отличия за XL лет беспорочной службы (1890)

Иностранные:
- Прусский Орден Красного Орла 2 ст. со звездой (1874)
- Персидский Орден Льва и Солнца 1 ст. (1878)
- Итальянский Орден Святых Маврикия и Лазаря большой кавалерский крест (1883)
- Прусский Орден Красного Орла 1 ст. (1887)
- Прусский Орден Красного Орла 1 ст. с алмазами (1888)

## Семья

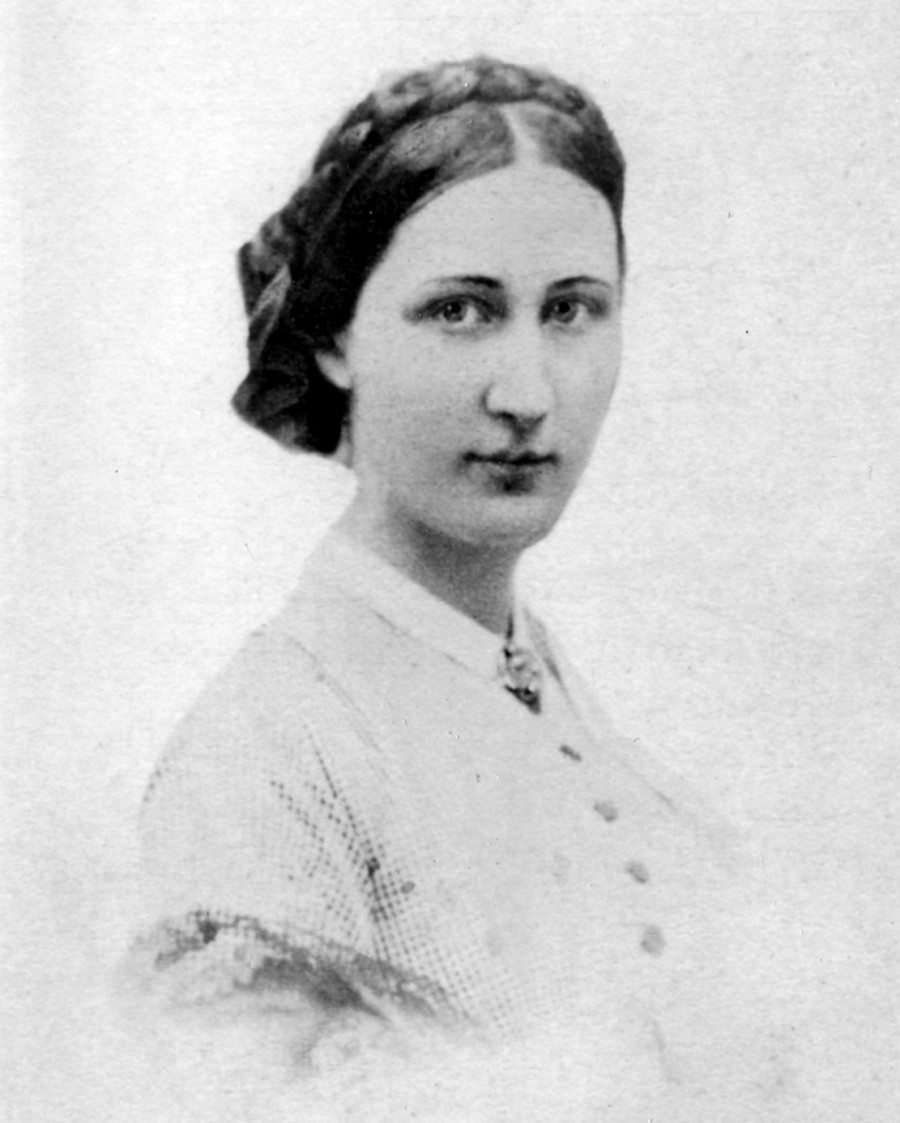
Екатерина Святославовна

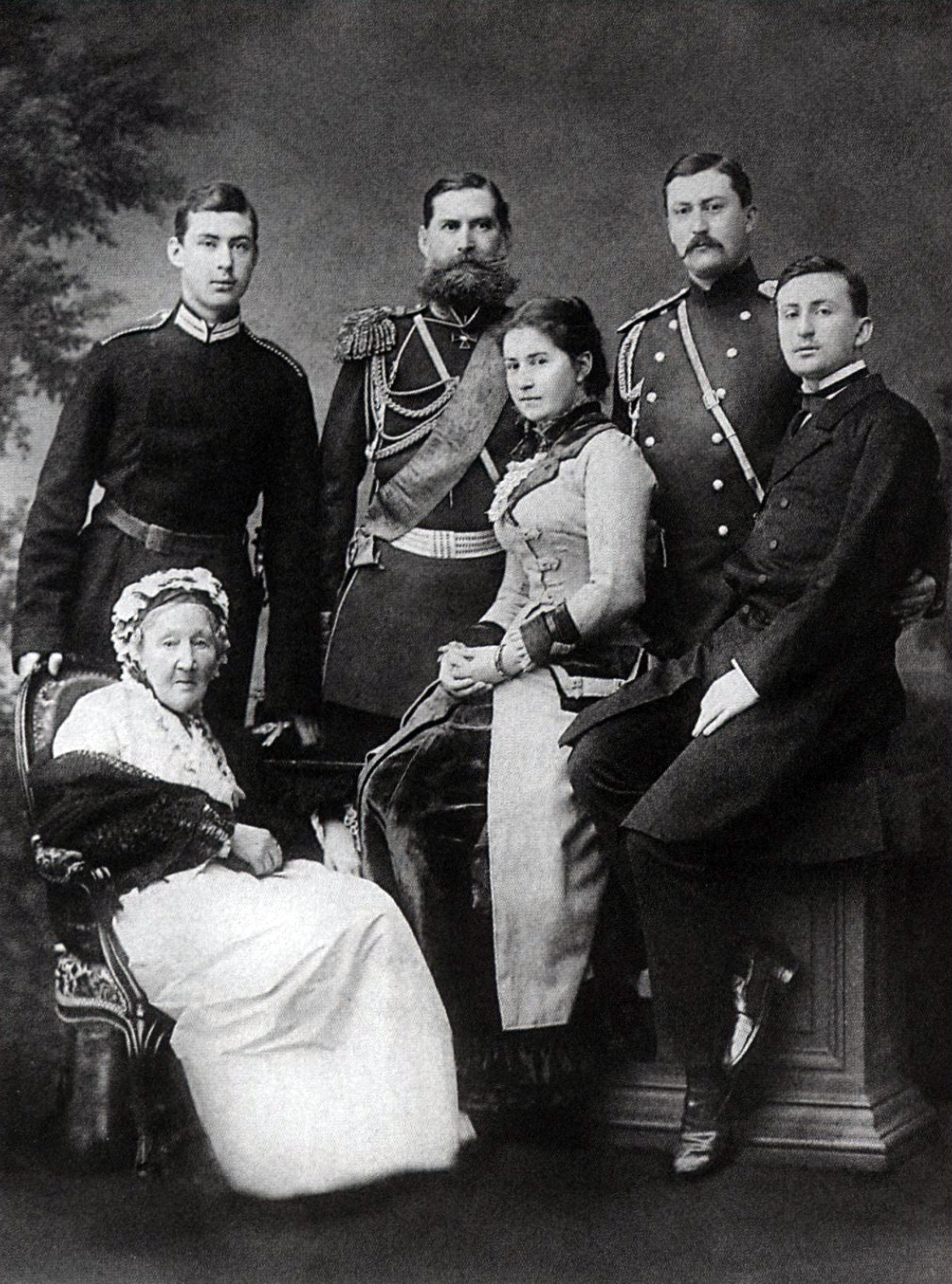
В центре — И. Ф. Шаховской, слева от него — сын Сергей, справа — сыновья Николай и Георгий, дочь Наталья. Сидит, вероятно, Наталья Дмитриевна Шаховская

Первая жена (с 3 февраля 1857 года) — графиня Екатерина Святославовна Корвин-Бержинская (1834—08.03.1871), фрейлина двора (1853), дочь камергера графа Святослава Осиповича Бержинского (1796—до 1857) от его брака с фрейлиной княжной Екатериной Андреевной Долгоруковой (21.09.1798—21.04.1857), сестрой князей Василия, Ильи, Владимира и Николая Долгоруковых, игравших видную роль при дворе. Описывая киевское общество середины 1830-х годов граф М. Бутурлин писал, что Бержинский был «поляк и меломан на скрипке, жена его имела правильные и приятные черты лица при высоком росте, но чрезмерная её тучность портила все это. Дочь их, Мария, тогда еще ребенок 6 или 7 лет, была уже типа итальянской или греческой красоты». Похоронена на лютеранском кладбище Святой Троицы в Дрездене.
В браке имела детей:
- Николай (1857—1896)
- Наталья (1859—1939), фрейлина двора (26.08.1876), замужем за П. В. Оржевским. Благотворительница, за свою деятельность была пожалована в кавалерственные дамы ордена св. Екатерины (меньшого креста) (22.07.1901). В 1934 году была арестована и приговорена к ссылке, где и умерла.
- Дмитрий (1861—1939), министр государственного призрения Временного правительства.
- Георгий (1862—1921?)
- Сергей (1865—1908)

Вторая жена (с 01.05.1889) — Анна Юльевна Михайловская, урожденная Франковская.